# Ute Geweniger
Ute Geweniger (Chemnitz, 24. veljače 1964.) je bivša istočnonjemačka plivačica.
Dvostruka je olimpijska pobjednica, dvostruka svjetska prvakinja i višestruka europska prvakinja u plivanju.